# Helga Guren
Helga Guren, född den  22 februari 1986, är en norsk skådespelare.
Helga Guren är utbildad vid bland annat Teaterhögskolan i Oslo och Stockholms dramatiska högskola. Hon har bland annat medverkat i 22 juli där hon spelade en av  huvudrollerna. Hon har även medverkat i filmen Älskling där hon spelade huvudrollen Maria.

## Filmografi (i urval)
- 2019–2020 – Home for Christmas (TV-serie)
- 2020 – 22 juli (TV-serie)
- 2024 – Älskling